# Gleadovia banerjiana
Gleadovia banerjiana là loài thực vật có hoa thuộc họ Cỏ chổi. Loài này được Deb mô tả khoa học đầu tiên năm 1957.